# Lepidiolamprologus mimicus
Lepidiolamprologus mimicus är en fiskart som beskrevs av Schelly, Takahashi, Bills och Hori 2007. Lepidiolamprologus mimicus ingår i släktet Lepidiolamprologus och familjen Cichlidae. Inga underarter finns listade i Catalogue of Life.